# 少林寺2
『少林寺2』（しょうりんじ2、中国語: 少林小子; 拼音: Shàolín Xiǎozi）は1983年制作・1984年公開の映画。監督はチャン・シン・イエン 、主演はリー・リンチェイ（現：ジェット・リー）。
前作『少林寺』の続編を思わせるタイトルだが、同じキャストが多く出演している以外は全く繋がりのない別のストーリーである。本作のヒロインを演じたホァン・チューイェンは、リンチェイの幼馴染で、本作の共演を機に恋愛関係となり結婚するが、数年後に離婚した。
日本公開は、1984年3月3日、配給は1作目の東宝東和から変わって松竹富士。中国では公開年、年間ランキング1位になった本作だが、日本では1作目ほどの興行成績は得られなかった。その要因の1つとして、同時期に東宝東和が配給、公開した『プロジェクトA』のヒットもあった。

## あらすじ
昔、中国の鳳村の川のほとりに、中国武術の武当派の鮑家と少林派の天龍家が住んでいた。鮑家には8人の娘が、天龍家には8人の息子（盗賊に親を殺されて天龍家の主に保護された孤児であり、実子ではない）がおり、両家の間にはいざこざが絶えない。
実は天龍家の主・天龍とその弟・二龍はそれぞれ鮑家の長女・大鳳、次女・二鳳と密かに想い合っていたが、鮑家の主・鮑笙鳳が武当派の技を盗まれることを恐れて天龍家との交流を禁じているため、結ばれずにいた。
三龍（リンチェイ）をはじめとする天龍家の息子達は、二人のために鮑家との仲を取り持つべく奔走し、やがて三龍と鮑家の三女である三鳳との間にも恋が芽生える。
そんなある日、村に盗賊団がやってきた。両家は協力して盗賊団に立ち向かう。

## キャスト
| 役名                                    | 俳優                             | 日本語吹替 | 日本語吹替   |
| 役名                                    | 俳優                             | TV版       | DVD版        |
| --------------------------------------- | -------------------------------- | ---------- | ------------ |
| 三龍（サンロン）                        | リー・リンチェイ（李連杰）       | 水島裕     | 森久保祥太郎 |
| 三鳳（サンフォン） / 生龍（ションロン） | ホァン・チューイェン（黃秋燕）   | 戸田恵子   | 甲斐田裕子   |
| 天龍（ティエンロン）                    | ユエ・ハイ（于海）               | 小林勝彦   | 佐々木勝彦   |
| 鮑笙鳳（パオ）                          | ユー・チェンウェイ（于承惠）     | 坂口芳貞   | 大塚芳忠     |
| 二鳳（アルフォン）                      | ディン・ナン（丁嵐）             | 勝生真沙子 | 村井かずさ   |
| 禿鷹                                    | チー・チェンホア（計春華）       | 島香裕     | 相沢正輝     |
| 二龍（アルロン）                        | フー・チェンチアン（胡堅強）     | 池田秀一   | 宮本充       |
| 老二（ラウ・アル）                      | チャン・チェン・フー（孫建魁）   | 樋浦勉     | 松本保典     |
| 大鳳（ダーフォン）                      | マー・チィン（馬青）             | 滝沢久美子 | 細野雅世     |
| 四龍（スーロン）                        | シュー・ツァウ・イァン（許朝陽） | 羽村京子   | 山戸恵       |
| 四鳳（スーフォン）                      | カウ・リン・シン（高玲新）       | 吉田美保   | 那須めぐみ   |
| 五龍                                    | スァウ・ホン・ウン（邵洪文）     | 秋元千賀子 | 山下亜矢香   |
| 五鳳（ウーフォン）                      | チァウ・リャウ・リャウ（趙嬈嬈） | 吉田理保子 | 黒河奈美     |
| 六龍                                    | リー・ウー・ナン（李武男）       | 丸山裕子   | 山本圭子     |
| 六鳳                                    | ツゥ・ツェン・ツェン（朱珍珍）   | 小宮和枝   | 小島幸子     |
| 七龍                                    | ツェン・アイ・ミン（鄭愛民）     |            | 峯香織       |
| 七鳳                                    | ツァン・ツ・ホン（張子紅）       | 高田由美   | 松来未祐     |
| 八龍                                    | カ・リ（卡力）                   | 鈴木れい子 | 森谷恵利     |
| 八鳳                                    | ティン・ウェイ（田偉）           |            | 安谷屋なぎさ |
| 九龍                                    | チン・ヌー・ユェン（秦思源）     | 清水マリ   | 木村まどか   |
| 十龍                                    | リー・ユー・チュン（李玉忠）     | 山田栄子   | 木川絵理子   |
| 鳳媽（パオ夫人）                        |                                  | 麻生美代子 | 弥永和子     |
| 馬老（マーラオ）                        |                                  | 藤本譲     | 麦人         |
| 阿牛（アニュウ）                        |                                  | 山口健     | 咲野俊介     |
| 阿牛の友人                              |                                  |            | 置鮎龍太郎   |
| 阿牛の友人                              |                                  | 伊藤健太郎 |              |
| 盗賊                                    |                                  | 笹岡繁蔵   |              |
| 盗賊                                    | 秋元羊介                         |            |              |
| 盗賊                                    | 千田光男                         |            |              |

- TV版吹き替え：初回放送日1986年4月4日、日本テレビ「金曜ロードショー／少林寺2 爆発する怒りの必殺拳！あの大迫力アクションが再び!! ※アルティメット・エディションDVDに収録
- DVD版吹き替え：2005年8月3日発売のアルティメット・エディションDVD用に新録音

## 日本公開版
- 主題歌：ザ・グレート・カブキ「ハート・オブ・ライオン」（作曲：木森敏之）